# Index Ventures

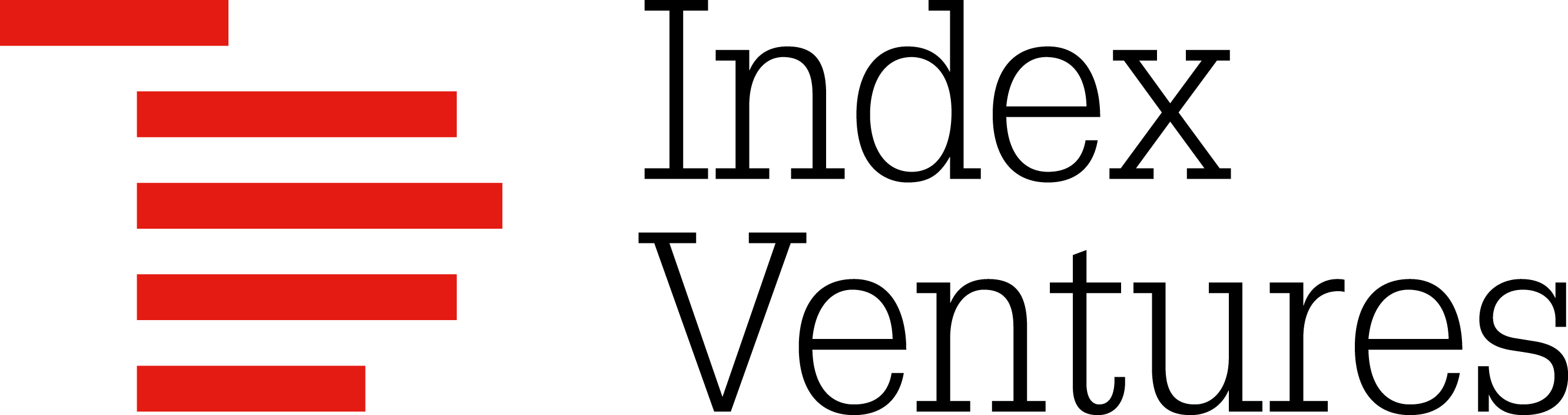
Logo.

Index Ventures är ett venturekapitalbolag baserat i både San Francisco, Kalifornien i USA och London i England i Storbritannien. Totalt tros 500M Euro vara investerat i olika bolag. De huvudsakliga investeringsområdena är i informationsteknik samt hälso- och sjukvård. De mest kända investeringarna har varit i Skype, MySQL, och Betfair.
Fast man är baserad i Europa och har sitt fokus där anser man sig ha en investeringsfilosofi mer liknande en riskkapitalist från Silicon Valley. Man har även för ett europeiskt bolag ovanligt starka band till Silicon Valley.
År  2007 blev Daniel Rimer, en partner i bolaget av tidningen Forbes Magazine utsedd till en av de 25 bästa investerarna när det gäller riskkapital. 

## Mest kända företag man investerat i
- Skype
- MySQL
- Betfair
- Perplex City
- Glassesdirect
- Viagogo
- Spot Runner
- Joost[6]